# Иоанн Орфанотроф
Иоанн Орфанотроф (др.-греч. Ἰωάννης ὁ Ὀρφανοτρόφος) — византийский политический деятель XI века. Занимая всего лишь должность смотрителя приюта для сирот, он играл ключевую роль в царствование императоров Романа III (1028—1034) и своего брата Михаила IV (1034—1041). Подробная и, в целом, положительная характеристика Иоанна содержится в «Хронографии» Михаила Пселла.

## Биография
О происхождении Иоанна Пселл подробных сведений не приводит, сообщая только, что оно было не знатным. Вместе со своими братьями и сёстрами он был родом из Пафлагонии. Однако, по его словам того же источника, он смог проявить себя в царствование Василия II, «который доверял ему тайны, и хотя не возводил ни на какие высшие должности, питал к нему искреннее расположение». По мнению Г. Г. Литаврина, он происходил из корпорации трапезитов. Другие источники уточняют, что при Василии II Иоанн занимал пост протонотария. Восшествие на престол Романа III принесло ему высшие звания, доступные евнухам — препозита священной опочивальни и паракимомена. Именно Иоанн познакомил Романа и императрицу Зою со своим братом Михаилом.
После смерти Романа, случившейся при обстоятельствах, заставивших современников предполагать отравление, Иоанн убедил Зою немедленно объявить своим мужем Михаила и короновать его. Обладая значительной властью при страдающем эпилептическими припадками брате, Иоанн обеспечил высокими постами своих родственников. Никита был назначен дукой Антиохии, затем эта должность перешла к другому, брату, Константину. В 1034 году, после раскрытия заговора против императора в августе 1034 года, Георгий Пафлагон стал протовестиарием. Стефан, муж сестры Марии, занялся прибыльным кораблестроением, а другой родственник, Антоний — стал епископом Никомедии. Сам же Иоанн, как сообщает Аристакес Ластивертци, был сделан братом синклитиком, так же ему было поручены попечение и правовые документы дворца. Хроника Иоанна Скилицы содержит рассказ о безуспешной попытке Иоанна сместить в 1037 году патриарха Алексея Студита и самому занять его престол.
В 1038 году Иоанн послал Стефана во главе флота, перевозившего армию Георгия Маниака в Сицилию. После того, как Маниак был отозван и заключён в тюрьму, Иоанн назначил Михаила Докиана катепаном Италии.
Ухудшающееся здоровье брата заставило Иоанна подыскивать ему преемника, и выбор его пал на сына сестры, Михаила. Последний был возведён в звание кесаря и поначалу производил на окружающих приятное впечатление. По мнению Пселла, тем не менее, отношения Иоанна с племянником не сложились. После смерти Михаила IV Иоанн с оставшимися к тому времени в живых братьями уговорили Зою признать Михаила Калафата наследником, убедив её, что тот будет номинальным правителем и послушным исполнителем её воли. Достаточно быстро новый император перестал выказывать своему прежде всемогущему дяде почтение, предпочитая ему другого своего дядю, Константина. В конце концов Иоанн был сослан в монастырь, затем переведён на остров Лесбос.
По приказу Константина IX Мономаха Иоанн был переведён в Митилену, где был 2 мая 1043 года ослеплён, и вскоре убит.

## Характер
Михаил Пселл, имевший возможность встречаться с Иоанном, описывает как положительные черты его характера, к которым он причисляет то, что
«он обладал трезвым рассудком и умен был, как никто, о чём свидетельствовал и его проницательный взгляд, с усердием принявшись за государственные обязанности, он проявил к ним большое рвение и приобрел несравненный опыт в любом деле, но особую изобретательность и ум выказал при обложении налогами. Он никого не хотел обидеть, но не желал и терпеть ни с чьей стороны пренебрежения и потому никому не причинял зла, но на лице часто изображал грозную мину и вселял ужас в собеседников, и хотя гневался только притворно, многие, устрашившись его вида, воздерживались от дурных поступков. И был он поэтому истинной опорой и братом императора; не забывал о заботах ни днем, ни ночью и даже среди удовольствий на пирах, празднествах и торжествах не пренебрегал исполнением долга. Ничто не укрывалось от него, и никто даже не помышлял от него укрыться — так боялись и страшились его усердия. Он мог неожиданно среди ночи отправиться на коне в любую часть города и с молниеносной быстротой объезжал все кварталы.»
,
так и отрицательные, к которым он относит неискренность.
В быту Иоанн не был воздержан, и приняв постриг вёл образ жизни, далёкий от монашеского. Постоянно заботясь о государственных делах, он ставил семью в приоритет.